# أجاثارشيدس
أجاثارشيدس (باليونانية : Ἀγάθαρχος ) مؤرخ وجغرافي يوناني من كنيدوس. عاش في القرن الثاني قبل الميلاد.

## حياته
يعتقد أنه ولد في كنيدوس. ذكر المؤرخ ستانلي ماير بورشتاين إن المعلومات المتوفرة عن حياة أجاثارشيدس قليلة جدا. عمل سكرتيرًا لهيراكليدس ليمبوس الذي اشتهر بالتفاوض على المعاهدة التي أنهت غزو أنطيوخس الرابع لمصر في 169 قبل الميلاد. كما عمل كمستشار لبطليموس السادس.